# Teoria atòmica
La teoria atòmica o model atòmic és la teoria vigent sobre la natura de la matèria que estableix que aquesta és composta per unitats discretes anomenades àtoms, constituïts per un nucli amb protons i neutrons, i un embolcall amb electrons en moviment. L'existència dels àtoms ha estat comprovada mitjançant nombrosos experiments.
La teoria atòmica començà essent un concepte filosòfic a l'antiga Grècia i a l'Índia i arribà al camp de la ciència vers el segle xix quan els descobriments en el camp de la química mostraren que la matèria era formada per partícules. El primer científic que proposà una teoria atòmica fou l'anglès John Dalton el 1808 al seu llibre A New System of Chemical Philosophy. La teoria atòmica moderna s'elaborà a principis del segle xx amb la participació independent de destacats físics, molts d'ells guardonats per aquesta col·laboració amb el Premi Nobel. Es fonamenta en el model atòmic del físic austríac Erwin Schrödinger que considera l'electró com una ona en un camp elèctric del nucli atòmic, dins del marc de la mecànica quàntica.

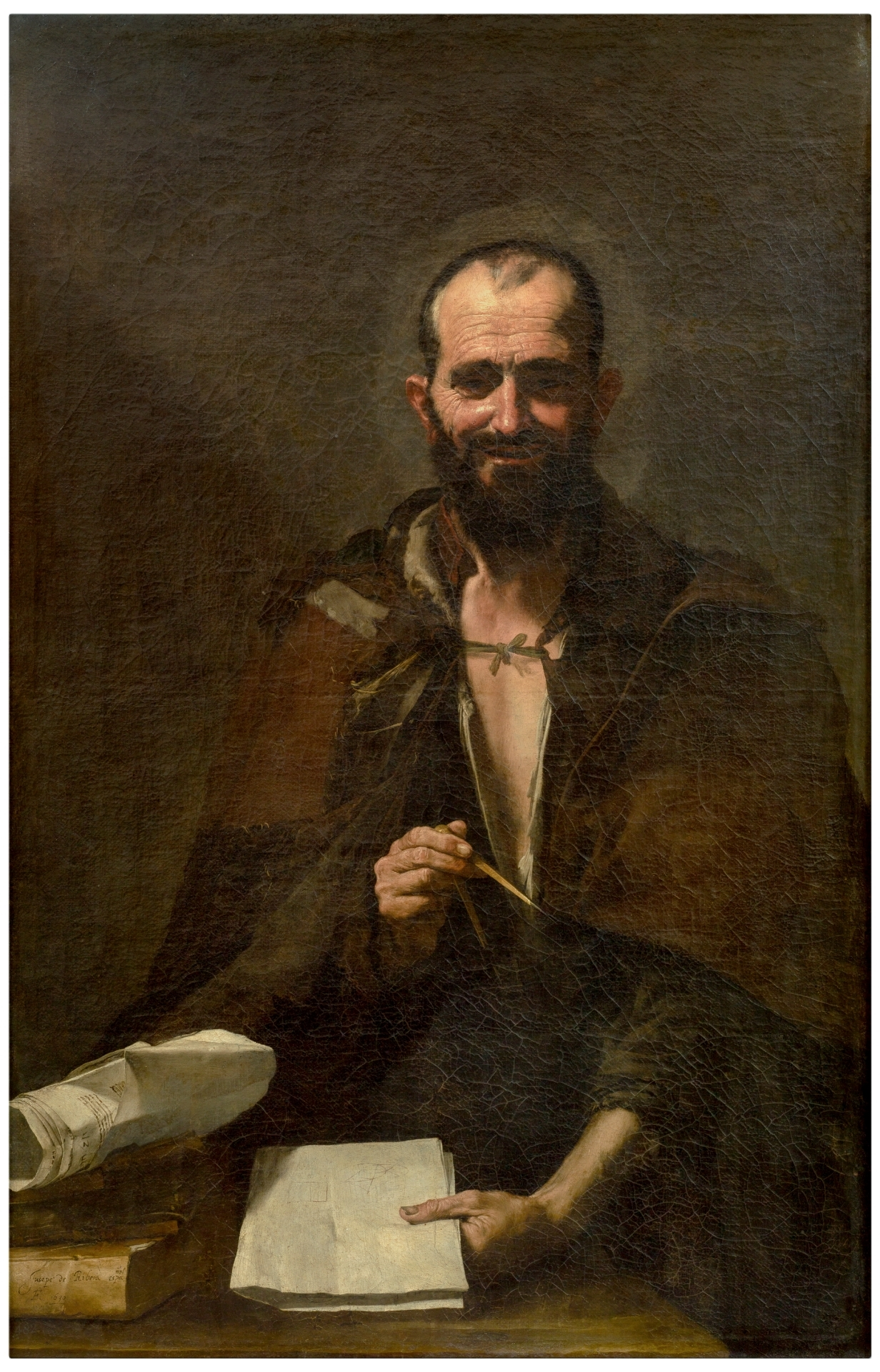
Demòcrit, segons Josep de Ribera.

## Atomisme
La noció que la matèria està composta per blocs fonamentals té els seus orígens en els antics grecs, els quals especulaven que la terra, l'aire, el foc i l'aigua podrien formar els elements bàsics dels quals està construït el món físic. Hi hagué diverses escoles de pensament sobre la naturalesa última de la matèria. Potser la més notable fou l'escola atomista fundada pels filòsofs Leucip (segle v aC) i Demòcrit d'Abdera (460 aC-?370 aC). Per raons purament filosòfiques, i sense el suport de proves experimentals, desenvoluparen la noció que la matèria consta d'àtoms indivisibles i indestructibles. Els àtoms es mouen sense parar a través del buit que els envolta i col·lideixen entre ells com boles de billar, molt semblant a la teoria cinètica molecular moderna dels gasos. No obstant això, la necessitat d'un buit entre els àtoms plantejà noves qüestions que no es podien respondre fàcilment. Per aquest motiu, la representació atomística fou rebutjada pel filòsof Aristòtil (384 aC-322 aC) i l'escola atenenca a favor de la noció que la matèria és contínua amb quatre elements (teoria dels quatre elements). Malgrat això, la idea de l'àtom fou recuperada quatre-cents anys després en els escrits del poeta romà Lucreci (94 aC-?55 aC), en la seva obra De rerum natura (De la natura).

## Teoria atòmica de Dalton

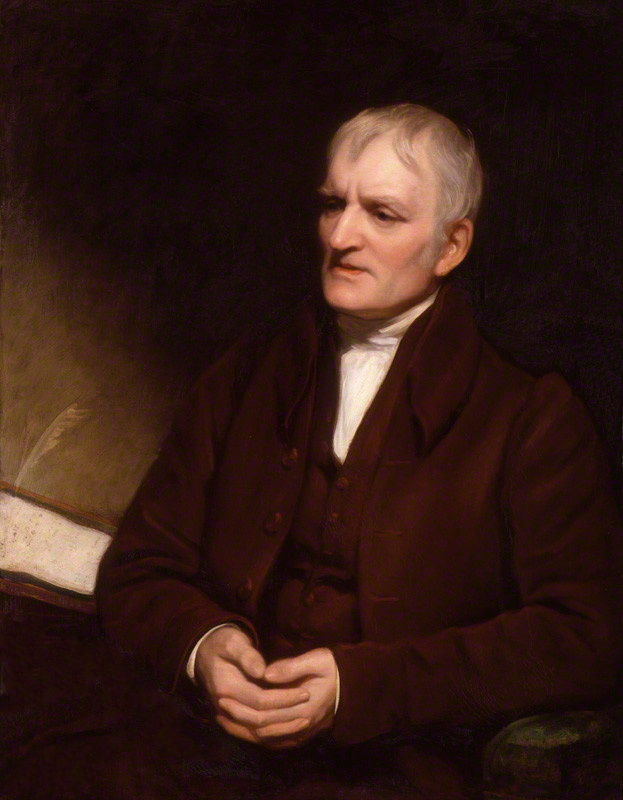
John Dalton el 1835.

No s'avançà gaire en la idea que la matèria podria estar composta per partícules petites fins al segle xvii. El físic anglès Isaac Newton (1642-1727), a la seva obra Principia Mathematica (1687), proposà que la llei de Boyle, que estableix que el producte de la pressió i el volum d'un gas és constant a la mateixa temperatura, es podria explicar si s'assumeix que el gas està compost per partícules. En aquest procés deductiu fou d’especial importància el descobriment de les lleis ponderals. El 1774 el químic francès Antoine L. Lavoisier (1743-1794) demostrà que en les reaccions químiques ordinàries la massa total roman constant (llei de conservació de la massa). El 1799, el també químic francès Joseph Louis Proust (1754-1826) establí la llei de les proporcions definides (quan dos o més elements es combinen per formar un compost ho fan sempre amb una relació de masses definida i constant), que fou àmpliament corroborada més tard pel químic suec Jöns J. Berzelius (1779-1848). El 1804, el químic anglès John Dalton (1766-1844) enuncià la llei de les proporcions múltiples (quan dos elements es combinen per formar més d’un compost, les masses d’un dels elements que es combinen amb una mateixa massa de l’altre són en relació de nombres enters petits). El 1808, Dalton suggerí que cada element químic està format per àtoms idèntics i establí la primera teoria atòmica moderna, la teoria de Dalton.

## Teoria atòmica moderna
El 1811 el físic italià Amedeo Avogadro (1776-1856) hipotetitzà que les partícules dels elements podrien consistir en dos o més àtoms units. Avogadro anomenà aquestes agrupacions atòmiques molècules i, basant-se en la llei dels volums de combinació (els volums de gasos que reaccionen entre si, o bé els dels reaccionants i els dels productes, són en la relació de nombres enters petits), descoberta experimentalment pel científic francès Joseph-Louis Gay-Lussac (1778-1850), conjecturà que les molècules d'hidrogen o d'oxigen estan formades per parelles d'àtoms, en formulació moderna H₂ i O₂. William Prout (1785-1880), metge anglès, proposà el 1815 que els àtoms eren aglomerats d’àtoms d’hidrogen (que ell anomena protil), idea que li fou suggerida pel fet que les masses atòmiques d’alguns elements, prenent-los en relació amb la massa atòmica de l’hidrogen, eren valors pràcticament enters. Aquesta hipòtesi de Prout hagué d’ésser rebutjada en mesurar masses atòmiques no enteres per a alguns elements (clor 35,5; coure 63,6). A mitjan segle xix, la teoria cinètica molecular dels gasos explicà amb èxit fenòmens com la temperatura, la pressió i la viscositat d'un gas als moviments de partícules atòmiques i moleculars. Sorgí la idea d'un nombre limitat d'elements amb el descobriment de la llei periòdica i la classificació dels elements en la taula periòdica per part del químic rus Dmitri I. Mendeléiev (1834-1907), cadascun format per un tipus particular d'àtom, que podrien combinar-se de gairebé infinites maneres per formar composts químics. Cap al 1895, el pes creixent de les evidències químiques i l'èxit de la teoria cinètica molecular deixà poc dubte que els àtoms i les molècules eren reals.

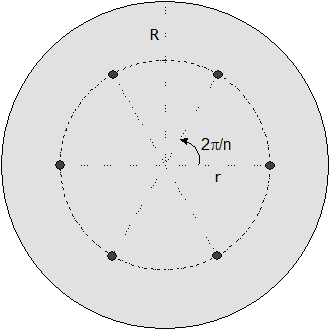
Diagrama del model atòmic de Thomson de 1904. Una esfera uniforme de càrrega positiva (regió ombrejada, de radi R) conté n càrregues puntuals negatives (electrons).

A partir de les seves experiències d’electròlisi, l'anglès Michael Faraday (1791-1867) deduí el 1834 que cada àtom havia de posseir una mateixa quantitat d’electricitat, primer indici aquest del descobriment de l'electró com a component dels àtoms. El 1874, l’irlandès George J. Stoney (1826-1911) suposà que en l’electròlisi cada àtom transportava la mateixa càrrega elèctrica, de manera que, dividint la quantitat d’electricitat necessària per dissociar un àtom gram per la constant d’Avogadro, hom obtenia el valor d’una unitat natural d’electricitat que, el 1891, ell mateix anomenà electró, tot i que corresponia a una noció ben diferent de l’actual. El 1858 el físic alemany Julius Plücker (1801-1868) descobrí els raigs catòdics. D’ençà del 1876, el físic alemany Eugen Goldstein (1850-1930) mostrà que aquests raigs eren deflectits per camps magnètics. El físic francès Jean B. Perrin (1870-1942) mostrà el 1895 que transportaven càrrega elèctrica negativa i suggerí que podia tractar-se d’un feix de partícules carregades. Mitjançant un camp elèctric, que podia alentir el feix, determinà la relació càrrega/massa d’aquestes hipotètiques partícules.

### El model de Thomson

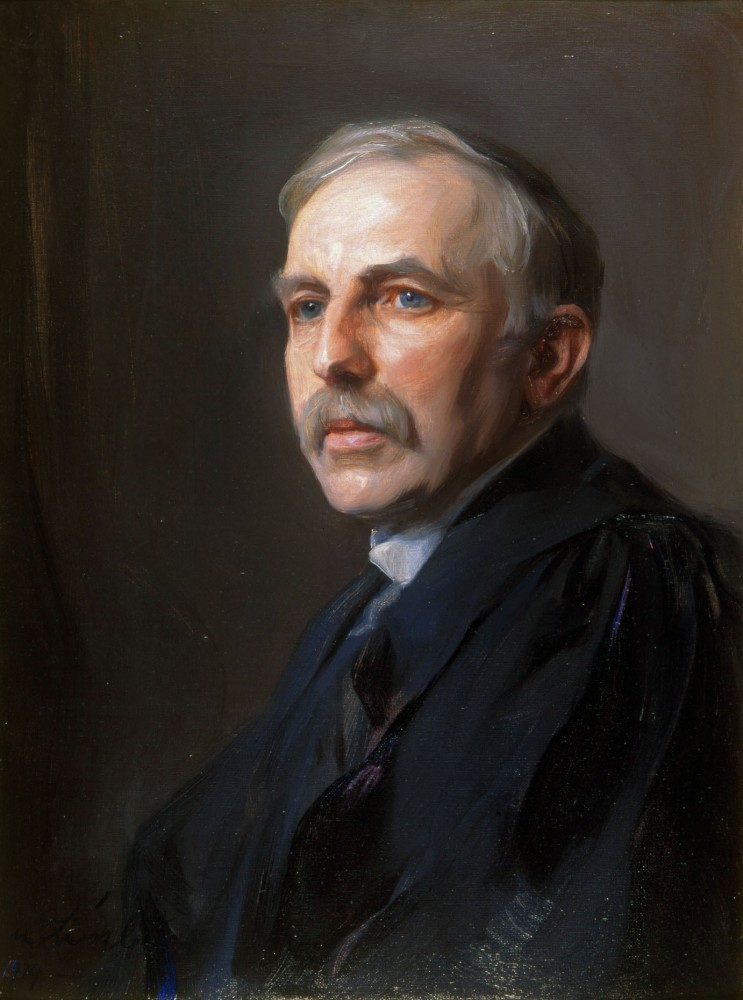
Ernest Rutherford.

El 1897 el físic anglès Joseph John Thomson (1856-1940) descobrí finalment l'electró, acabant amb la idea de que l'àtom era indivisible. D’altra banda, les observacions que d’ençà del 1886 féu Goldstein sobre els raigs anòdics o canals, i les experiències amb camps magnètics que en féu el físic alemany Wilhelm Wien (1864-1928) el 1898, indicaren l’existència d’una càrrega elemental positiva, amb càrrega igual a la de l’electró però amb signe oposat. Es tractava del protó.

Model atòmic de Rutherford pel nitrogen.

El 1899, J.J. Thomson presentà un esbós d'un model atòmic. Després començà a pensar com explicar la periodicitat dels elements en termes d'aquests corpuscles carregats negativament. D'aquesta manera, les propietats químiques haurien de dependre del nombre i distribució d'aquests components atòmics. Thomson sostenia que cada àtom consisteix en diversos electrons incrustats en un gel de càrrega elèctrica positiva; la càrrega elèctrica negativa total dels electrons equilibra exactament la càrrega positiva, produint un àtom elèctricament neutre.

### Els models planetaris de Perrin, Nagaoka i Rutherford
Per la seva part, Perrin proposà el 1901 que l’àtom era com un petit sistema solar, els electrons orbitant una o vàries partícules centrals positives per efecte de la força electroestàtica. El físic japonès Hantaro Nagaoka (1865-1950), tot seguint una idea similar, indicà el 1904 que tots els electrons es disposaven en òrbites a la mateixa distància del centre, on hi hauria la càrrega positiva, movent-se amb la mateixa velocitat angular en plans diferents.
Finalment, l'estructura interna de l'àtom es descobrí amb la recerca del físic britànic Ernest Rutherford (1871-1923) i els seus col·laboradors. El grup de Rutherford realitzà una sèrie d'experiments de dispersió, conegut com experiment de Rutherford, realitzats entre el 1908 i el 1913 a la Universitat de Manchester, que desafiaren el model de Thomson. Observaren que quan un feix de partícules α colpejava una fina làmina d'or, algunes de les partícules eren desviades cap enrere, cosa inconsistent amb el model de Thomson. Aquests experiments portaren a Rutherford a proposar un model atòmic el 1911, conegut com a model atòmic de Rutherford, amb la mateixa estructura que els models de Perrin i Nagaoka: al centre de l'àtom hi ha el nucli de càrrega positiva (posteriorment es descobrí que estava format per protons, de càrrega positiva, i neutrons neutres). Els electrons orbiten al voltant del nucli, de la mateixa manera que els planetes orbiten al voltant del Sol, deixant un gran buit entre ells i el nucli. Es mantenen en òrbita per l'atracció electroestàtica del nucli. El descobriment del nucli atòmic originà una nova branca de la física, la física nuclear, dedicada a estudiar els nuclis i els fenòmens que es produeixen exclusivament en ell, com les desintegracions radioactives o els processos de fusió i fissió nuclears.

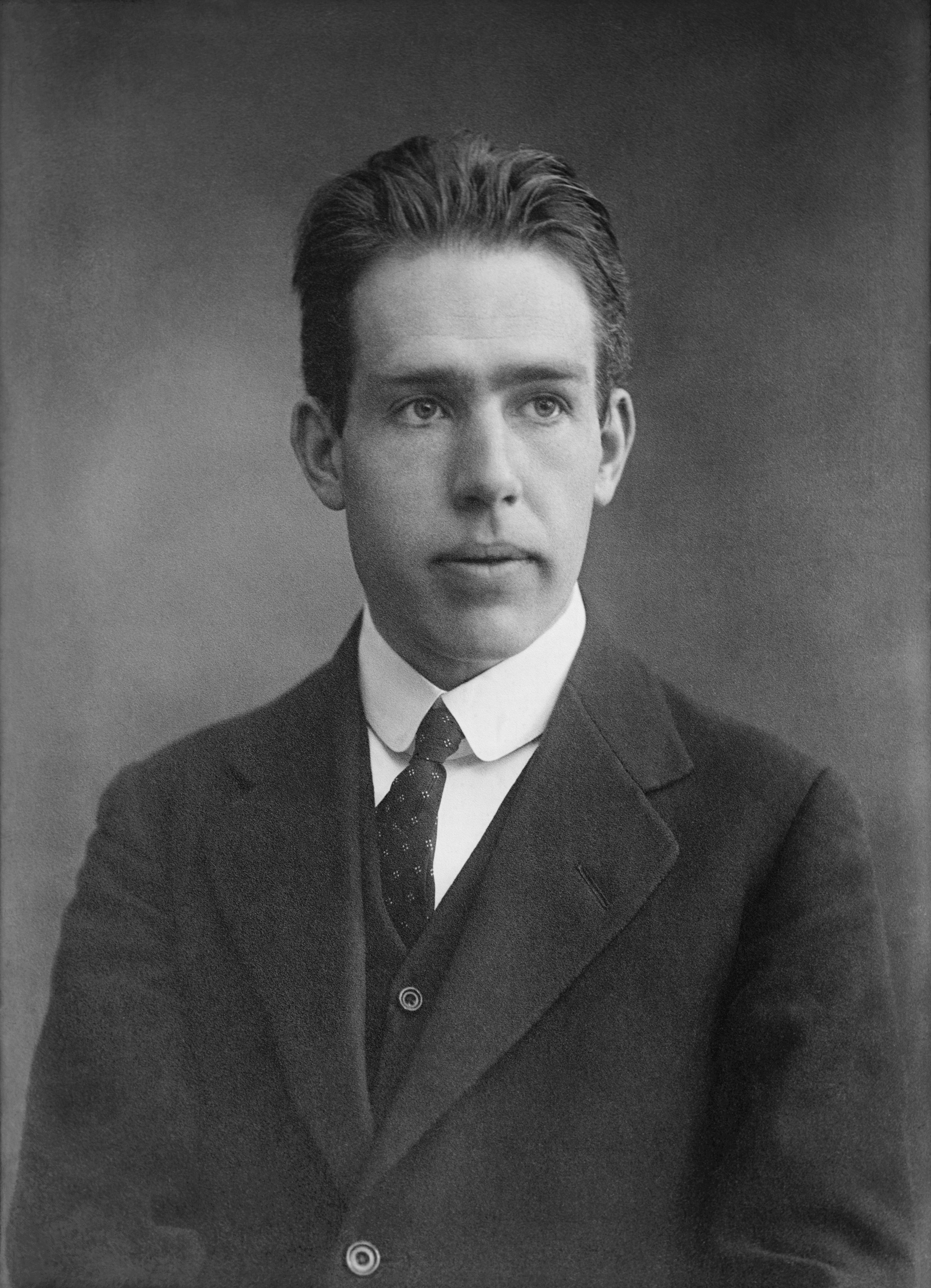
Niels Bohr cap al 1910.

Model atòmic de Bohr.

### El model atòmic de Bohr
L'any 1913, el físic danès Niels Bohr (1885-1962), alumne de Rutherford, proposà un model per a l'àtom (model de Bohr) que explicava moltes observacions que desconcertaven els científics en aquell moment. El model de Rutherford no explicava de manera satisfactòria els resultats experimentals existents. La propietat més sorprenent observada als àtoms era la llum que emetien, l'espectre atòmic. Quan un element és exposat a una flama, emet llum en longituds d'ona clarament definides, anomenades línies espectrals. Cada element emet el seu propi espectre característic de llum. Abans de Bohr, els científics no podien explicar per què aquests colors eren emesos pels àtoms. Bohr partí del model de l'àtom proposat per Rutherford però, per tal que el model expliqués l'emissió de les línies espectrals, Bohr hagué de postular que els electrons estan restringits a òrbites distintes al voltant del nucli, amb línia amb la teoria quàntica del físic alemany Max Planck (1858-1947). En altres paraules, els electrons només poden ser trobats en certes òrbites permeses. Bohr pogué calcular els radis d'aquestes òrbites permeses per a l'àtom d'hidrogen i mostrar que les línies espectrals s'emeten com a conseqüència de les restriccions orbitals. L'hidrogen, que té un nucli amb un sol protó i un electró orbitant al seu voltant, a menys que s'afegeixi energia a l'àtom, l'electró es troba a l'òrbita permesa més propera al nucli. Si s'afegeix energia a l'àtom, l'electró pot "saltar" a una de les òrbites permeses més altes més lluny del nucli, però l'electró mai pot ocupar les regions entre les òrbites permeses. En tornar a l'estat inicial, dit fonamental, emet un fotó d'energia igual a la diferència d'energies entre els nivells inicial i final, segons la quantificació de la llum del físic alemany Albert Einstein (1879-1955).

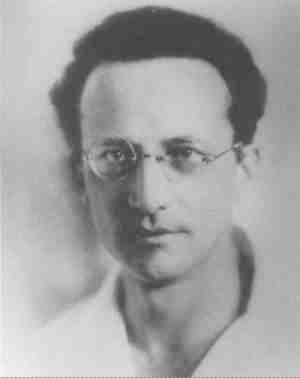
Erwin Schrodinger el 1914.

### Model atòmic de Schrödinger
Posteriors millores del model de Bohr, com la feta el 1915 per Arnold Sommerfeld, William Wilson i Jun Ishiwara, de forma independent, o la incorporació d’aproximacions relativistes feta per Sommerfeld el 1919, aconseguiren de millorar algun resultat (explicació de l'estructura fina de l’hidrogen) però no acabaren de reeixir. Les causes de la incompletesa d’aquests models cal cercar-les en les seves bases, que no eren més que fràgils analogies amb models clàssics, i en la insostenibilitat d’algunes de les seves hipòtesis, com l’estabilitat no radiativa d’un electró en òrbita clàssica. La solució d’aquestes incoherències vingué amb el naixement de la mecànica quàntica, obra del francès Louis-Victor De Broglie (1892-1987), dels alemanys Max Born (1882-1970) i Werner Heisenberg (1901-1976) i de l'austríac Erwin Schrödinger(1887-1961).
El 1926, aquest darrer proposà un nou model atòmic, model atòmic ondulatori, on els electrons són tractats com una ona i aquestes ones han de ser solució de l'equació de Schrödinger. Malgrat la impossibilitat de resoldre exactament les equacions per a més d'un electró, els càlculs aproximats realitzats amb nous mètodes matemàtics i l'augment creixent de la potència de càlcul dels ordinadors han demostrat la seva validesa i és el model utilitzat actualment amb la introducció de la correcció relativista, dita equació de Dirac, realitzada pel físic anglès Paul A.M. Dirac (1902-1984).

#### Orbitals, estats i funcions d'ona
Segons el model atòmic de Schrödinger els electrons s'interpreten com a ones que poden tenir diferents funcions d'ona. D'aquestes funcions d'ona, anomenades orbitals atòmics, se'n pot obtenir diferents propietats dels electrons, com ara la seva energia o la zona on és més o menys probable trobar-los. La configuració electrònica d'un àtom indica quins orbitals atòmics ocupen els electrons de l'escorça atòmica.

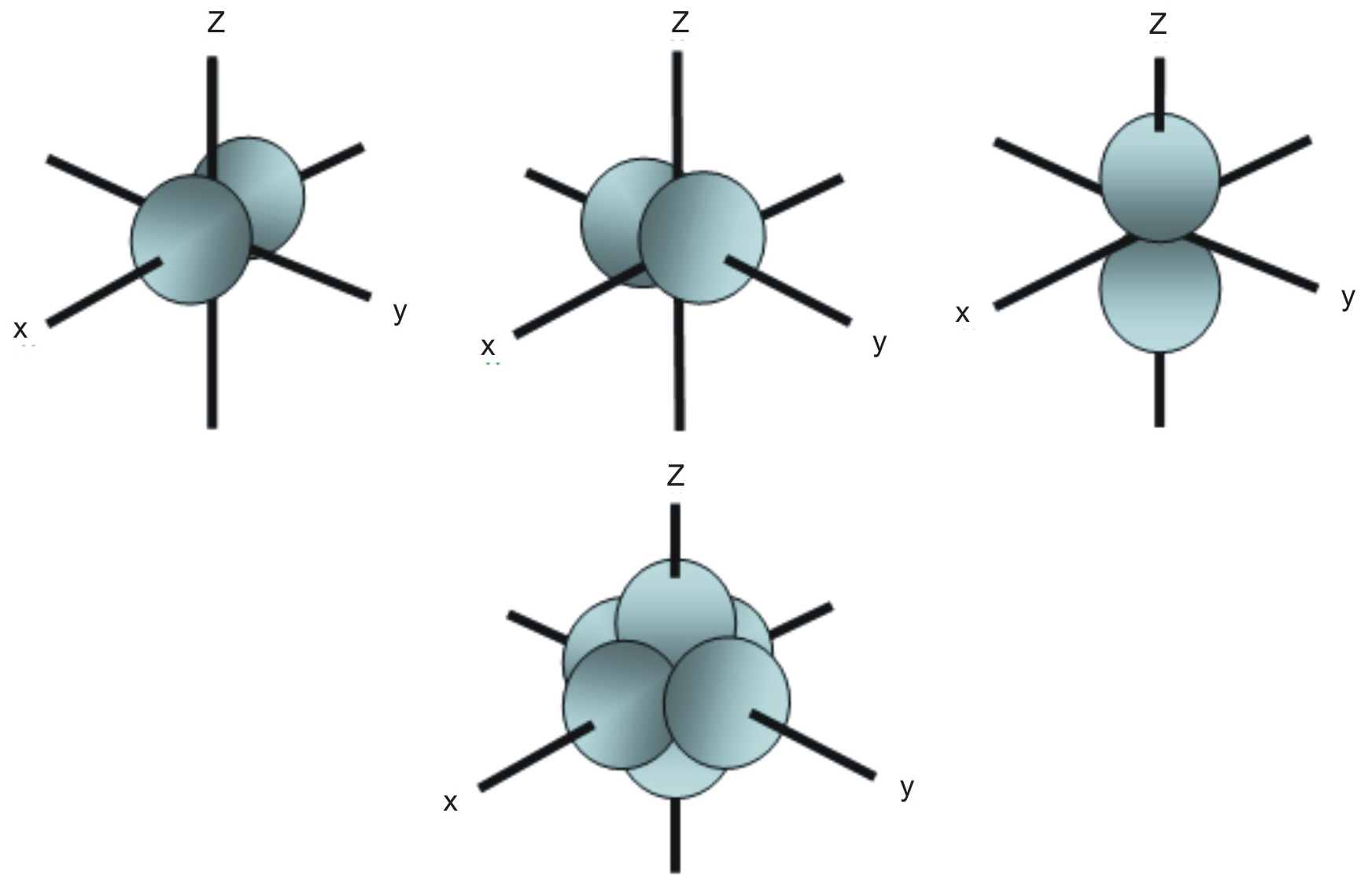
Els tres orbitals p (nombre quàntic secundari = 1) a la part inferior i separats segons les seves orientacions espacials (nombres quàntics magnètics = –1, 0 i 1).

Els diferents orbitals atòmics venen caracteritzats per tres nombres quàntics:
- Nombre quàntic principal ({\displaystyle n} = 1, 2, 3…). D'aquest nombre depèn la major part de l'energia dels electrons i la grandària de la zona de probabilitat de trobar-lo. A menor {\displaystyle n} menys energia té l'electró i, si se'l vol extreure, se'n requereix més. Per altra banda, caracteritza la part radial de l'orbital atòmic, a major {\displaystyle n} major és el volum de la zona de probabilitat.[14]
- Nombre quàntic azimutal ({\displaystyle l} = 0, 1…, n–1), o nombre quàntic angular o orbital. Determina la forma de la zona de probabilitat, independentment de la seva grandària. També contribueix a una petita part de l'energia donant lloc a subnivells energètics.[14]
- Nombre quàntic magnètic ({\displaystyle m_{l}}= –{\displaystyle l}, –{\displaystyle l}+1...,0...,, {\displaystyle l}–1, {\displaystyle l}). Aquest nombre quàntic determina l'orientació espacial dels orbitals atòmics. No afecta a l'energia, excepte si l'àtom està dins d'un camp magnètic.[14]

Per altra banda, els electrons tenen el nombre quàntic d'espin, que pot adoptar dos valors ({\displaystyle m_{s}} = –1/2 o +1/2).
| nom                      | símbol                      | significat orbital        | range dels valors                                                                                        | Exemple |
| ------------------------ | --------------------------- | ------------------------- | --- | --- |
| Nombre quàntic principal | {\displaystyle n\ }         | orbital                   | {\displaystyle 1\leq n\ \!}                                                                              | {\displaystyle n=1,2,3...\ \!}                                                                                  |
| Nombre quàntic azimutal  | {\displaystyle \ell \ }     | suborbital                | {\displaystyle 0\leq \ell \leq n-1\ }                                                                    | per {\displaystyle n=3\ \!}: {\displaystyle \ell =0,1,2\ (s,p,d)\ }                                             |
| Nombre quàntic magnètic  | {\displaystyle m_{\ell }\ } | desplaçament de l'energia | {\displaystyle -\ell \leq m_{\ell }\leq \ell \ }                                                         | per {\displaystyle \ell =2\ }: {\displaystyle m_{\ell }=-2,-1,0,1,2\,\!}                                        |
| Nombre quàntic d'espín   | {\displaystyle m_{s}\ \!}   | espín                     | {\displaystyle -{\begin{matrix}{\frac {1}{2}}\end{matrix}},{\begin{matrix}{\frac {1}{2}}\end{matrix}}\ } | només: {\displaystyle -{\begin{matrix}{\frac {1}{2}}\end{matrix}},{\begin{matrix}{\frac {1}{2}}\end{matrix}}\ } |

#### Notació

Configuració electrònica gràfica del ferro

La notació de les configuracions electròniques especifica els nombres quàntics dels orbitals ocupats. L'ordre és el del nombre quàntic principal (1, 2, 3...) i les subcapes en ordre d'energia creixent ({\displaystyle s,p,d,f...}). En aquesta notació, cada subcapa és descrita amb la notació {\displaystyle nl^{e}} on;
- {\displaystyle n} és el número de capa i es correspon amb el nombre quàntic principal. Pot tenir els valors dels nombres naturals 1, 2,3…
- {\displaystyle l} és el tipus de subcapa i és el símbol del segon nombre quàntic ({\displaystyle s,p,d,f...}).
- i {\displaystyle e} és el nombre d'electrons que conté la subcapa.[14]

Per a simplificar sovint la configuració fins al gas noble anterior se simbolitza posant el símbol del gas noble dins d'uns claudàtors. Les configuracions electròniques de l'oxigen i del potassi s'escriuen:{\displaystyle [O]=1s^{2}2s^{2}2p^{4}=[He]2s^{2}2p^{4}}{\displaystyle [K]=1s^{2}\,2s^{2}2p^{6}\,3s^{2}3p^{6}\,4s^{1}=[Ar]\,4s^{1}}

#### Principi d'Aufbau o de construcció
El principi d'Aufbau (del terme alemany Aufbauprinzip, «principi de construcció») és una racionalització de la distribució dels electrons entre els nivells d'energia en els estats fonamentals (més estables) dels àtoms. Aquest principi, formulat pel físic danès Niels Bohr cap a l'any 1920, és una aplicació de les lleis de la mecànica quàntica a les propietats dels electrons sotmesos al camp elèctric creat per la càrrega positiva del nucli d'un àtom i la càrrega negativa dels altres electrons que estan lligats al nucli. La construcció assenyalada pel nom d'aquest principi és un procés hipotètic en el qual els electrons són considerats com si entraren, un per un, en aquest camp elèctric i prenent les seves condicions més estables respecte a ell.

Configuració electrònica gràfica dels primers deu elements.

#### Regla de Madelung
El número quàntic principal {\displaystyle n} determina l'energia dels nivells energètics. Com menor sigui {\displaystyle n}, més baix és el nivell. Dins d'un mateix nivell l'ordre d'energies segueix l'ordre del nombre quàntic secundari. Tanmateix, a mesura que s'omplen els nivells els subnivells més baixos d'un determinat nivell queden per sota dels subnivells més alts del nivell immediatament inferior, i, no és obvi la distribució d'electrons per subnivells.
La regla de Madelung, o de Madelung-Klechkovsky, fou publicada el 1926 pel físic alemany Erwin Madelung (1881-1971) i justificada teòricament el 1951 pel soviètic Vsevolod Klechkovsky (1900-1972). Aquesta regla diu que els electrons ocupen els orbitals seguint l'ordre creixent de la suma de números quàntics principal i secundari {\displaystyle n+l}, i si coincideixen, s'ocupa primer el d'{\displaystyle n} inferior. No obstant això, encara que és vàlida per a la majoria d'àtoms no sempre es compleix.

Diagrama de Moeller que representa gràficament la regla de Madelung.

##### Diagrama de Moeller
El diagrama de Moller, dissenyat el 1963 pel químic estatunidenc George T. Moeller (1913-1997), és una regla mnemotècnica gràfica de la regla de Madelung que consisteix a escriure els orbitals d'un mateix nivell en files i en columnes els de diferents nivells per ordre creixent. A l'hora d'omplir els orbitals s'ha de seguir l'ordre de les diagonals.

##### Excepcions
Es produeixen excepcions a la regla de Madelung degut a que les energies dels orbitals superiors d'un determinat nivell tenen energies semblants als inferiors del nivell immediatament superior. Una de les excepcions a la regla de Madelung es produeix en el bloc d de la taula periòdica en els elements que estan omplint els orbitals d i ja tenen ple l'orbital s del nivell superior. Si es pot deixar mig ocupats amb cinc electrons o completament ocupats, amb deu electrons, els orbitals d, un electró que a l'element anterior ocupava un orbital s n'ocupa un de d. També es dona aquesta excepció amb els lantanoides i actinoides que un electró que ha d'ocupar un orbital f quan els orbitals f estan mig ocupats, passa a ocupar un orbital d i així es pot continuar deixant mig ocupats els orbitals f amb set electrons. Per exemple en el crom i en el coure i en el gadolini:{\displaystyle [Cr]=[Ar]\,3d^{5}4s^{1};\quad [Cu]=[Ar]\,3d^{10}4s^{1}}{\displaystyle [La]=[Xe]\,4f^{7}5d^{1}6s^{2}}

Orbitals ocupats de l'oxigen. Només poden situar-se en un mateix orbitals dos electrons i han de tenir espíns oposats.

Els lantanoides i els actinoides també presenten l'excepció que no comencen a emplenar els orbitals 4f i 5f, respectivament, quan indica la regla de Madelung, sinó alguns elements després. És el cas del lantani i del ceri:{\displaystyle [La]=[Xe]\,5d^{1}6s^{2};\quad [Ce]=[Xe]\,4f^{1}5d^{1}6s^{2}}

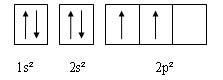
Configuració del carboni seguint la regla de Hund. Els dos electrons dels orbitals p estan situats en orbitals diferents i tenen els seus espíns paral·lels.

#### Principi d'exclusió de Pauli
El principi d'exclusió de Pauli, introduït pel físic austríac Wolfgang Pauli el 1925, diu que en un sistema de fermions idèntics, com ara els electrons, no pot haver-n'hi dos en el mateix estat quàntic. Això equival a dir que dos electrons no poden tenir els mateixos quatre números quàntics. Per tant, aquest principi limita a dos els electrons que poden ocupar un orbital atòmic, ja que només hi ha dos valors possibles del nombre quàntic d'espin: +½ i –½.

#### Regla de màxima multiplicitat de Hund
La regla de màxima multiplicitat, establerta empíricament pel físic alemany Friedrich Hund el 1925, diu que quan hi ha electrons que poden ocupar orbitals de la mateixa energia no es poden aparellar fins que s'han ocupat tots els orbitals i amb espins paral·lels.